# 玄也
玄也（げんや、1989年1月19日 - 2012年11月22日）は、日本の俳優、スタントマン。本名および旧芸名、中村 玄也（なかむら げんや）。

## 人物
兵庫県神戸市出身。ジャパンアクションエンタープライズ所属。
2012年11月21日夜、早乙女太一を含む友人と食事をしていた際、玄也は「明日、俺死ぬから、朝9時過ぎくらいに警察を呼んで欲しい」と言った。翌日、自宅で自殺体となって発見された。なお、早乙女は死体の第一発見者だったという報道を否定している。

## 出演

### テレビドラマ
- ごきげん歌謡笑劇団（2008年11月14日 - 、NHK衛星第2テレビジョン）
- 爆笑問題のドッキリ パニックフェイス王4（2009年10月1日、TBS）
- サラリーマン金太郎2（2010年1月8日 - 3月12日、テレビ朝日）チンピラ 役
- 戦国★男士（2011年10月1日 - 2012年3月24日、テレビ神奈川ほか）
- ダーティ・ママ!（2012年1月11日 - 3月14日、日本テレビ）

### 特撮テレビドラマ
- 仮面ライダーシリーズ（テレビ朝日）
  - 仮面ライダーディケイド（2009年）ライダー世界の敵達、補助
  - 仮面ライダーW（2009年 - 2010年）補助
  - 仮面ライダーオーズ/OOO（2010年 - 2011年）補助
  - 仮面ライダーフォーゼ（2011年 - 2012年）補助
  - 仮面ライダーウィザード（2012年 - 2013年）
- スーパー戦隊シリーズ（テレビ朝日）
  - 炎神戦隊ゴーオンジャー（2008年 - 2009年）蛮機兵ウガッツ
  - 侍戦隊シンケンジャー（2009年 - 2010年）ナナシ連中
  - 天装戦隊ゴセイジャー（2010年 - 2011年）魔虫兵ビービ、補助
  - 海賊戦隊ゴーカイジャー（2011年 - 2012年）レジェンド戦士、ゴーミン
  - 特命戦隊ゴーバスターズ（2012年 - 2013年）バグラー兵、補助

### 映画
- 本格冒険科学映画 20世紀少年
  - 第1章 終わりの始まり（2008年）アクションクルー
  - 第2章 最後の希望（2009年）アクションクルー
- 仮面ライダーシリーズ
  - 劇場版 さらば仮面ライダー電王 ファイナル・カウントダウン（2008年）再生イマジン
  - 劇場版 仮面ライダーディケイド オールライダー対大ショッカー（2009年）仮面ライダー、怪人、ショッカー戦闘員
  - 仮面ライダー×仮面ライダー W&ディケイド MOVIE大戦2010（2009年）仮面ライダー、怪人 他
  - 仮面ライダー×仮面ライダー×仮面ライダー THE MOVIE　超・電王トリロジー（2010年）
    - EPISODE RED ゼロのスタートウィンクル
    - EPISODE YELLOW お宝DEエンド・パイレーツ

  - 仮面ライダーW FOREVER AtoZ/運命のガイアメモリ（2010年）警官 役
  - 仮面ライダー×仮面ライダー オーズ&ダブル feat.スカル MOVIE大戦CORE（2010年）補助
  - 劇場版 仮面ライダーオーズ WONDERFUL 将軍と21のコアメダル（2011年）補助
  - 仮面ライダー×仮面ライダー フォーゼ&オーズ MOVIE大戦MEGA MAX（2011年）マスカレイド・ドーパンド、屑ヤミー
  - 仮面ライダーフォーゼ THE MOVIE みんなで宇宙キターッ!（2012年）
- スーパー戦隊シリーズ
  - 侍戦隊シンケンジャー 銀幕版 天下分け目の戦（2009年）ナナシ連中
  - 侍戦隊シンケンジャーVSゴーオンジャー 銀幕BANG!!（2010年）戦闘員
  - 天装戦隊ゴセイジャー エピックON THEムービー（2010年）補助
  - 天装戦隊ゴセイジャーVSシンケンジャー エピックon銀幕（2011年）戦闘員
  - 海賊戦隊ゴーカイジャー THE MOVIE 空飛ぶ幽霊船（2011年）大量戦闘員
- 仮面ライダー×スーパー戦隊 スーパーヒーロー大戦（2012年）レジェンド戦士 他
- 海賊戦隊ゴーカイジャーVS宇宙刑事ギャバン THE MOVIE（2012年）ゴーミン 他
- エイトレンジャー∞（2012年）ヤミ金 役
- 宇宙刑事ギャバン THE MOVIE（2012年）

### Vシネマ
- スーパー戦隊シリーズ
  - 帰ってきた侍戦隊シンケンジャー 特別幕（2010年）
  - 海賊戦隊ゴーカイジャー キンキンに!ド派手に行くぜ!36段ゴーカイチェンジ!!（2011年）
- 仮面ライダーW RETURNS
  - 仮面ライダーアクセル（2011年）ギャング 役
  - 仮面ライダーエターナル（2011年）

### 舞台
- ちょっとノゾいてみてごらん2008（2008年10月11日 - 19日）
- 新春特別公演 わらべうた（2009年1月6日 - 18日、青山劇場 / 2009年2月1日 - 20日、大阪新歌舞伎座）
- 早乙女太一特別公演 「GOEMON」（2012年5月5日 - 27日、明治座）

### イベント
- JAE NAKED LIVE「がんばろう 日本！」（2011年）